# Landesbibliographie Mecklenburg-Vorpommern
Die Landesbibliographie Mecklenburg-Vorpommern (Landesbibliographie MV) wird seit Jahrzehnten von der Landesbibliothek Mecklenburg-Vorpommern in Schwerin erstellt und erfasst mit dem Ziel der Vollständigkeit die gesamte landeskundliche Literatur über Mecklenburg, Vorpommern (soweit nach 1945 erschienen), die sogenannten drei „Nordbezirke“ der DDR (Rostock, Schwerin und Neubrandenburg) und das Land Mecklenburg-Vorpommern.
Sämtliche Neuerscheinungen mit Bezug zu diesem Gebiet werden seit 1995 direkt im System erfasst.
Für den Zeitraum bis 1945 wurden aus der Geschichtlichen Bibliographie von Mecklenburg (Wilhelm Heeß) zahlreiche Sachgruppen eingearbeitet. Veröffentlichungen über Familien und Personen sowie über Orte sind vollständig verzeichnet. Der Nachtragsband (Gerhard Baarck/Grete Grewolls) und weitere Nachträge sind vollständig erfasst. Auch sämtliche Titelnachweise der gedruckt vorliegender Ausgaben der „Mecklenburgischen Bibliographie“ bzw. „Mecklenburg-Vorpommerschen Bibliographie“ (1945–1996) sind vollständig enthalten.
Die Landesbibliographie MV enthält keine Literatur über den vorpommerschen Raum mit Erscheinungsjahr vor 1945.
Der Bestand an Literaturnachweisen in der Landesbibliographie MV wird täglich aktualisiert und umfasst bereits mehrere hunderttausend Titel über Mecklenburg und Vorpommern. Sämtliche Titelnachweise der Landesbibliographie MV werden zugleich im Katalog des Gemeinsamen Bibliotheksverbunds ausgewiesen.
Die Landesbibliographie Mecklenburg-Vorpommern ist Teil der Virtuellen Deutschen Landesbibliographie. Beide Bibliographien haben eigene Webportale.